# Cantonul Montauban-de-Bretagne
Cantonul Montauban-de-Bretagne este un canton din arondismentul Rennes, departamentul Ille-et-Vilaine, regiunea Bretania, Franța.

## Comune
- Boisgervilly
- La Chapelle-du-Lou
- Landujan
- Le Lou-du-Lac
- Montauban-de-Bretagne (reședință)
- Médréac
- Saint-M'Hervon
- Saint-Uniac